# Borja Valle Balonga
 Borja Valle Balonga  (Ponferrada, 9 juli 1992 ) is een Spaanse voetballer, die doorgaans als offensieve middenvelder speelt.  Bij zijn laatste ploeg is hij onlangs uitgegroeid tot een centrale aanvaller.
Zijn jeugdopleiding genoot hij het lokale SD Ponferradina, waar hij tijdens het seizoen 2009-2010 zijn eerste contract tekende.  Hij speelde dit eerste seizoen vooral bij het tweede elftal, waarmee hij kampioen speelde in Preferente.  Maar hij slaagde er ook in om reeds op zeventienjarige leeftijd zijn debuut bij het eerste elftal te maken.   Dit debuut vond plaats op 9 mei 2010, tijdens de met 1-0 verloren uitwedstrijd tegen Zamora CF.  Hij viel negentien minuten voor het einde in.  Aangezien het eerste elftal kampioen speelde in de Segunda División B en tijdens de playoffs de promotie kon afdwingen, kwam Borja vanaf seizoen 2010-2011 terecht in de Segunda División A, oftewel het tweede niveau van het Spaanse voetbal.  Zijn debuut op dit niveau kende hij op 29 januari 2011, wanneer hij als wisselspeler debuteerde tijdens de met 1-0 verloren wedstrijd tegen SD Huesca.  Zijn eerste doelpunt scoorde hij op 12 maart 2011 tegen Albacete Balompié.  De ploeg eindigde uiteindelijk voorlaatste, waardoor reeds na één seizoen de degradatie volgde.  Borja speelde tien wedstrijden, maar het zou met zijn doelpunt tegen Albacete blijven. Tijdens seizoen 2011-2012 volgde hij de ploeg naar de Segunda División B.  Voor de winterstop speelde hij echter slechts zeven wedstrijden in de ploeg, die uiteindelijk vice-kampioen werd en de terugkeer naar de Segunda A kon bewerkstelligen.   Maar toen was hij er al niet meer, aangezien Borja op zijn eigen vraag op 26 januari 2012 uitgeleend werd aan Celta de Vigo B.  De opdracht was dubbel, meer speelminuten afdwingen en de ploeg, die op dat ogenblik in de onderste rangen van de Segunda División B vertoefde, met zijn doelpunten mee helpen redden. 
 Beide doelstellingen werden niet behaald, aangezien Borja maar één keer succesvol was en de ploeg haar behoud niet kon afdwingen.
Zo werd hij tijdens seizoen 2012-2013 uitgeleend aan CD Ourense, een andere ploeg uit de Segunda División B. Daar groeide hij voor de eerste keer in zijn loopbaan uit tot een onbetwiste basisspeler.  Door deze prestaties stapte hij vanaf seizoen 2013-2014 definitief over naar de ploeg van Ourense.  Ondanks een tweede succesvol seizoen op persoonlijk vlak, kon echter de ploeg haar behoud niet bewerkstelligen.
Door deze degradatie en na deze twee sterke seizoenen, tekende Borja voor seizoen 2014-2015 bij reeksgenoot Real Oviedo. Tijdens dit eerste seizoen scoorde hij de meeste doelpunten uit zijn loopbaan en onder andere dankzij deze negen doelpunten werd de ploeg kampioen en kon tijdens de eindronde de promotie afdwingen.  Zo werd Borja tijdens seizoen 2015-2016 weer actief op het tweede Spaanse niveau. Tijdens negentwintig optredens scoorde hij zes doelpunten en was zo één van de bepalende elementen, waardoor de ploeg op het einde van het reguliere kampioenschap een mooie negende plaats kon bemachtigen.
Dankzij dit succes kwam hij in de interesse van Primera División ploeg Deportivo de La Coruña.  Op 21 juni 2016 tekende hij er een driejarig contract.  Zijn debuut zou hij op 26 augustus 2016 maken dankzij een invalbeurt tijdens de uitwedstrijd tegen Real Betis.  Tijdens de heenronde van seizoen 2016-2017 kon hij, gedurende de zeven wedstrijden dat hij speelde, niet scoren. Gedurende het tweede deel van het seizoen werd hij uitgeleend aan Segunda División A ploeg Elche CF.  Hier scoorde hij wel vier doelpunten tijdens zeventien wedstrijden, maar dit voldeed niet voor het behoud.  Zo keerde hij vanaf seizoen 2017-2018 weer terug naar Deportivo. Daar maakte hij tijdens de drie daaropvolgende seizoenen de neergang van de ploeg mee.  Het eerste seizoen eindigde de ploeg negentiende en degradeerde zo uit het hoogste Spaanse niveau en kwam vanaf seizoen 2018-2019 uit in de Segunda División A.  Tijdens het eerste seizoen kon met een zesde plaats in de eindrangschikking de eindronde nog net behaald worden, maar de promotie ging verloren.  Daarentegen eindigde de ploeg op het einde van het seizoen 2019-2020 negentiende en verloor zo haar plaats in het professioneel voetbal.
Na deze ervaring, ging hij zijn geluk in het buitenland opzoeken. Hij tekende op 7 september 2020 een tweejarig contract bij Dinamo Boekarest. Tijdens zijn eerste wedstrijd voor deze ploeg uit de Roemeense Liga 1, was hij onmiddellijk succesvol.  Hij scoorde vanaf zestig meter de 1-1 gelijkmaker tegen FC Botoșani.  Ondanks zijn vijf doelpunten uit negen wedstrijden, zou hij toch maar een half seizoen in Roemenië blijven.
Tijdens de terugronde keerde hij terug bij het oud bekende Real Oviedo, waar hij op 30 december 2020 een contract tekende tot het einde van het seizoen. In tegenstelling met zijn meeste productieve periode tijdens zijn eerste passage bij de club, zou hij deze keer scoreloos blijven.
Na het einde van het seizoen was het tijd om een tweede keer zijn geluk in het buitenland op te zoeken.  Deze keer tekende hij op 26 juli 2021 bij Khor Fakkan Club, een club uit de Liga van de Verenigde Arabische Emiraten.
Ook deze tweede ervaring in het buitenland duurde maar een half seizoen, want op 4 januari 2022 tekende hij voor het noodlijdende AD Alcorcón, een ploeg uit de  Segunda División A.  Ondanks de aankomst van vele nieuwe spelers tijdens de winter mercado en ondanks zijn vier doelpunten, kon de ploeg niet weg geraken van de allerlaatste plaats met degradatie als gevolg.
Voor het seizoen 2022-2023 tekende hij op 7 juli 2022 bij reeksgenoot FC Cartagena.  Zijn eerste officiële wedstrijd was de openingswedstrijd op 15 augustus 2022 tegen SD Ponferradina. Hij kwam tijdens de vierenzeventigste minuut op het terrein en scoorde een doelpunt tijdens deze thuiswedstrijd, die met 2-3 verloren ging. Hij groeide uit tot een basisspeler en werd vanaf de terugronde als centrale spits uitgespeeld.  Hij zou uiteindelijk zes keer scoren, maar de ploeg wilde zijn contract echter niet verlengen.
Deze mooie prestatie leidde op 16 juni 2023 wel naar een tweejarig contract bij het Roemeense Rapid Boekarest, dat op het hoogste niveau actief is.  Tijdens de winterstop werd zijn contract in onderling overleg ontbonden en keerde hij naar Spanje terug.  Hij tekende er bij de ploeg uit zijn geboortestad waar hij zijn opleiding genoot, SD Ponferradina.  Deze ploeg was actief op het niveau van de Primera Federación.